# Trichomalopsis acuminata
Trichomalopsis acuminata är en stekelart som först beskrevs av Graham 1969.  Trichomalopsis acuminata ingår i släktet Trichomalopsis, och familjen puppglanssteklar. Arten är reproducerande i Sverige.